# SC1000
SC1000 (Sprengbombe Cylindrisch 1000 — Фугасная Бомба Цилиндрическая 1000 кг) — германская авиационная фугасная бомба периода Второй Мировой Войны. Британскими солдатами прозвана Hermann, по имени политического и военного деятеля нацистской Германии Германа Геринга. Большое количество таких бомб было сброшено на Лондон. Существовала в трёх модификациях: SC1000C, SC1000L, SC1000L2.

## Описание
Фугасная авиационная бомба, тонкостенная с цилиндрической средней частью, приваренным носовым коком и привинченным хвостовым обтекателем со стабилизатором (бомба снаряжалась через донную часть).
Бомба оснащалась боковым взрывателем. Чтобы уменьшить глубину проникновения бомбы в грунт и увеличить эффект ударной волны, к головной части бомбы приваривалось кольцо (Kopfring).

## ТТХ
SC1000C
- Тип: Фугасная авиационная бомба
- Общая длина: 2781 мм
- Длина корпуса: 1905 мм
- Диаметр корпуса: 660 мм
- Толщина стенок: 10 мм
- Длина стабилизатора: 1181 мм
- Размах оперения: 610 мм
- Заряд: 40/60 Аммотол; Тротил; Триален 105
- Вес заряда: 620 кг
- Взрыватель: 28B2 Extension Cap III, AZ25B и AZ (55)
- Общий вес: 1,090 кг
- Соотношение заряд/вес: 57 %
- Маркировка: Корпус светло-голубого цвета с желтой полосой на стабилизаторе.

SC1000L
- Тип: Фугасная авиационная бомба
- Общая длина: 2527 мм
- Длина корпуса: 1742 мм
- Диаметр корпуса: 648 мм
- Толщина стенок: 10 мм
- Длина стабилизатора: 1181 мм
- Размах оперения: 643 мм
- Заряд: 40/60 Аммотол; Тротил; Триален 105
- Вес заряда: 530 кг
- Взрыватель: 28B2 Extension Cap III, AZ25B и AZ (55)
- Общий вес: 1,002 кг
- Соотношение заряд/вес: 53 %
- Маркировка: Корпус светло-голубого цвета с желтой полосой на стабилизаторе.

SC1000L2
- Тип: Фугасная авиационная бомба
- Общая длина: 2781 мм
- Длина корпуса: 1905 мм
- Диаметр корпуса: 650 мм
- Толщина стенок: 10 мм
- Длина стабилизатора: 1181 мм
- Размах оперения: 610 мм
- Заряд: 40/60 Аммотол; Тротил; Триален 105
- Вес заряда: 600 кг
- Взрыватель: 28B2 Extension Cap III, AZ25B и AZ (55)
- Общий вес: 1,002 кг
- Соотношение заряд/вес: 60 %
- Маркировка: Корпус светло-голубого цвета с желтой полосой на стабилизаторе.

Если бомба была начинена Триаленом 105, то вместо желтой полосы на стабилизаторе, рисовался силуэт судна желтой краской. Также на корпусе писалось «Nur Gegen Handelschiffe» — Только против торговых кораблей. Считалось, что против небронированных судов, бомба даёт хороший эффект. Также были высоки шансы поражения цели при подводном взрыве. Бомбу нельзя было сбрасывать с малой высоты, так как самолет мог попасть в радиус поражения.

## Подвеска
Горизонтальная, посредством тяги H-типа.